# Athelocystis
Athelocystis is een monotypisch geslacht van schimmels behorend tot de familie Atheliaceae. Het bevat alleen  de soort Athelocystis capitata.